# Trismus-Pseudokamptodaktylie-Syndrom
Das Trismus-Pseudokamptylodaktylie-Syndrom ist ein sehr seltenes angeborenes Fehlbildungssyndrom mit einer Kombination von Einschränkung der Mundöffnung (Kieferklemme, „Trismus“) und Beugekontrakturen („Kamptodaktylie“) der Finger beim Strecken der Hand. Die Erkrankung kann zu den Distalen Arthrogryposen gezählt werden.
Synonyme sind: Hecht-Syndrom; Hecht-Beals-Syndrom; Dutch-Kentucky-Syndrom; Distale Arthrogryposis Typ 7.
Die Namensgebung der Erkrankung bezieht sich auf die Erstbeschreibung aus dem Jahre 1969 durch Frederic Hecht und Rodney Kenneth Beals.
Die gängige Bezeichnung wurde 1974 von der US-amerikanischen Ärztin Charlotte Connick Mabry geprägt.

## Verbreitung
Die Häufigkeit wird auf 1 zu 100.000 geschätzt, bislang wurde über etwa 300 Betroffene berichtet. Die Vererbung erfolgt autosomal-dominant.

## Ursache
Der Erkrankung liegen heterozygote Mutationen im MYH8-Gen auf Chromosom 17 Genort p13.1 zugrunde.
Mutationen in diesem Gen finden sich auch beim Carney-Komplex-Trismus-Pseudokamptodaktylie-Syndrom.

## Klinische Erscheinungen
Klinische Kriterien sind:
- Krankheitsbeginn bereits beim Neugeborenen oder Kleinkind
- Einschränkung der Mundöffnung auf etwa 80 %, relativ kleiner Mund
- Veränderungen im Processus coronoideus des Unterkiefers
- Gesichtsdysmorphien, Ptosis, Ohrmuschelfehlbildung
- Verkürzte Beugesehnen der Finger mit isolierter Kontraktur bei Handstreckung
- Ulnardeviation im Handgelenk

## Differentialdiagnose
Abzugrenzen ist die Kongenitale Kontrakturale Arachnodaktylie.